# Рукомет за мушкарце на Летњим олимпијским играма 2004.
Рукомет је први пут уврштен у програм Олимпијских игара у Берлину 1936., да био после тих игара био скинут са програма до олимпијских игара (поново у Немачкој) у Минхену 1972.. Од тада је непрекидно на програму игара.
Такмичења у мушком рукомету на Олимпијским играма у Атини 2004. одржана су у периоду од 14. августа до 29. августа када је одиграна финална утакмица. 
Учествовало је 12 репрезентација подељених у две групе по шест екипа. У групам се играло једноструком бод систему (свако са сваким једну утакмицу). Прве 4 екипе из сваке групе ушле су у четвртфинале, у којем су се састали:првпласирани из једне са четвртопласираним из друге групе а другопласирани са трећепласираним. Поражени су играли за пласман од 5 до 8 места а победници за пласман од 1 до 4 места по куп систему (елиминацијом).
Екипе које су заузеле шесто (последње место) у својим групама играле су меч за 11 место, а петопласиране за 9 место на олимпијском турниру.

## Група А
| Датум, време      | 1. екипа     | Резултат | 2. екипа     |
| 14. август, 9,30  | Шпанија      | 31 : 30  | Јужна Кореја |
| 14. август, 14,30 | Русија       | 28 : 25  | Словенија    |
| 14. август, 19,30 | Хрватска     | 34 : 30  | Исланд       |
| 16. август, 9,30  | Јужна Кореја | 35: 32   | Русија       |
| 16. август, 11,30 | Хрватска     | 27 : 26  | Словенија    |
| 16. август, 14,30 | Шпанија      | 31 : 23  | Исланд       |
| 18. август, 9,30  | Хрватска     | 35: 32   | Јужна Кореја |
| 18. август, 11,30 | Исланд       | 30 : 25  | Словенија    |
| 18. август, 19,30 | Шпанија      | 29 : 26  | Русија       |
| 20. август, 9,30  | Јужна Кореја | 34: 30   | Исланд       |
| 20. август, 11,30 | Шпанија      | 41 : 28  | Словенија    |
| 20. август, 19,30 | Хрватска     | 26 : 25  | Русија       |
| 22. август, 9,30  | Словенија    | 26: 23   | Јужна Кореја |
| 22. август, 11,30 | Хрватска     | 30 : 22  | Шпанија      |
| 22. август, 19,30 | Русија       | 34: 30   | Исланд       |

### Табела групе А
| Пласман | Екипа        | И | П | Н | Г | ДГ  | ПГ  | ГР  | Бодови |
| 1.      | Хрватска     | 5 | 5 | 0 | 0 | 146 | 129 | +17 | 10     |
| 2.      | Шпанија      | 5 | 4 | 0 | 1 | 154 | 137 | +17 | 8      |
| 3.      | Јужна Кореја | 5 | 2 | 0 | 3 | 148 | 148 | 0   | 4      |
| 4.      | Русија       | 5 | 2 | 0 | 3 | 145 | 145 | 0   | 4      |
| 5.      | Исланд       | 5 | 1 | 0 | 4 | 143 | 159 | -16 | 2      |
| 6.      | Словенија    | 5 | 1 | 0 | 4 | 130 | 149 | -19 | 2      |

- Напомена:Када екипе имају једнак број бодова пласман одлучује гол-разлика, а ако је и то једнако, бољи је онај који је укупно дао више голова.
- Легенда:
 И =играо, П = победа, Н = нерешено
Г = пораз, ДГ = дати голови, ПГ = примљени голови, ГР = гол-разлика

## Група Б
| Датум, време         | 1. екипа  | Резултат | 2. екипа |
| 14. август, 11,30    | Мађарска  | 33 : 28  | Египат   |
| 14. август, 16,30    | Немачка   | 28 : 18  | Грчка    |
| 14. август, 21,30    | Француска | 31 : 17  | Бразил   |
| 16. август, 16,30    | Француска | 29: 25   | Грчка    |
| 16. август, 19,30    | Мађарска  | 20 : 19  | Бразил   |
| 16. август, 21,30    | Египат    | 14 : 26  | Немачка  |
| 18. август, 14,30    | Француска | 26: 23   | Мађарска |
| 18. август, 16,30    | Грчка     | 26 : 25  | Египат   |
| 18. август, 21,30    | Немачка   | 34 : 21  | Бразил   |
| 20. август, 14,30    | Грчка     | 26 : 22  | Бразил   |
| 20. август, 16,30    | Мађарска  | 30 : 29  | Немачка  |
| 20. август, 21,30    | Француска | 22 : 21  | Египат   |
| 22. август, 14,30    | Француска | 27: 22   | Немачка  |
| 22. август, 16,30    | Мађарска  | 26 : 22  | Грчка    |
| 22. септембар, 21,30 | Бразил    | 26: 22   | Египат   |

### Табела групе Б
| Пласман | Екипа     | И | П | Н | Г | ДГ  | ПГ  | ГР  | Бодови |
| 1.      | Француска | 5 | 5 | 0 | 0 | 135 | 108 | +27 | 10     |
| 2.      | Мађарска  | 5 | 4 | 0 | 1 | 132 | 124 | +8  | 8      |
| 3.      | Немачка   | 5 | 3 | 0 | 2 | 139 | 110 | +29 | 6      |
| 4.      | Грчка     | 5 | 2 | 0 | 3 | 117 | 130 | -13 | 4      |
| 5.      | Бразил    | 5 | 1 | 0 | 4 | 105 | 133 | -18 | 2      |
| 6.      | Египат    | 5 | 1 | 0 | 4 | 110 | 133 | -23 | 0      |

## Четвртфинале
| Датум, време      | 1. екипа     | Резултат                      | 2. екипа |
| 24. август, 14,30 | Хрватска     | 33 : 27                       | Грчка    |
| 24. август, 17,30 | Немачка      | 32 : 30 седмерци 30:30, 27:27 | Шпанија  |
| 24. август, 12,30 | Јужна Кореја | 25 : 30                       | Мађарска |
| 24. август, 19,30 | Француска    | 24: 26                        | Русија   |

## од 5 до 8 места
| Датум, време     | 1. екипа | Резултат | 2. екипа     |
| 27. август, 7,30 | Грчка    | 29 : 24  | Јужна Кореја |
| 27. август, 9,30 | Шпанија  | 27 : 29  | Француска    |

## Полуфинале
| Датум, време      | 1. екипа | Резултат | 2. екипа |
| 27. август, 12,30 | Хрватска | 33 : 31  | Мађарска |
| 27. август, 14,30 | Немачка  | 21: 15   | Русија   |

## Финални мечеви
| Меч за   | Датум, време      | 1. екипа     | Резултат | 2. екипа  |
| 11 место | 24. август, 7,30  | Словенија    | 30 : 24  | Египат    |
| 9 место  | 24. август, 9,30  | Бразил       | 25 : 29  | Исланд    |
| 7 место  | 28. август, 12,30 | Јужна Кореја | 24 : 31  | Шпанија   |
| 5 место  | 28. август, 17,30 | Грчка        | 15: 33   | Француска |
| 3 место  | 28. август, 19,30 | Мађарска     | 26 : 28  | Русија    |
| 1 место  | 29. август, 14,45 | Хрватска     | 26 : 24  | Немачка   |

## Коначан пласман
| Злато  | Хрватска     |
| Сребро | Немачка      |
| Бронза | Русија       |
| 4.     | Мађарска     |
| 5.     | Француска    |
| 6.     | Грчка        |
| 7.     | Шпанија      |
| 8.     | Јужна Кореја |
| 9.     | Исланд       |
| 10.    | Бразил       |
| 11.    | Словенија    |
| 12.    | Египат       |

## Састави екипа победника
| 1. | Хрватска | Ивано Балић, Давор Доминиковић, Мирза Џомба, Славко Голужа, Никша Калеб, Блаженко Лацковић, Венио Лосерт, Валтер Матошевић, Петар Метличић, Владо Шола, Денис Шпољарић, Горан Шпрем, Игор Вори, Драго Вуковић, Ведран Зрнић Тренер: Лино Червар                                                    |
| 2. | Немачка  | Маркус Баур, Марк Драгунски, Хенинг Фриц, Паскал Хенс, Јан-Олаф Имел, Торстен Јансен, Флоријан Керман, Штефан Кречмар, Клаус-Дитер Петерсен, Кристијан Рамота, Кристијан Шварцер, Кристијан Цајц, Данијел Штефан, Фолкер Зербе Тренер: Хајнер Бранд                                                |
| 3. | Русија   | Павел Башкин, Александар Горбатиков, Вјачеслав Горпичин, Виталиј Иванов, Едуард Кокшаров, Алексеј Костигов, Денис Кривошликов, Василиј Кудинов, Олег Куљешов, Андреј Лавров, Сергеј Погорелов, Алексеј Растворцев, Михаил Чипурин, Дмитриј Торгованов, Александар Тучкин Тренер: Владимир Максимов |

## Најбољи тим турнира
- Хенинг Фриц  Немачка - голман,
- Кристијан Шварцер  Немачка - пивотмен.
- Ивано Балић  Хрватска - средњи бек,
- Мирза Џомба  Хрватска - десно крило,
- Карлос Перес  Мађарска - леви бек,
- Хуан Гарсија  Шпанија - десни бек,
- Олафур Стефансон  Исланд - лево крило